# Peter Wackernagel (Musikbibliothekar)
Peter Wackernagel (* 26. Juli 1897 in Breslau; † 17. Mai 1981 in Berlin) war ein deutscher Musikwissenschaftler und -bibliothekar.

## Leben

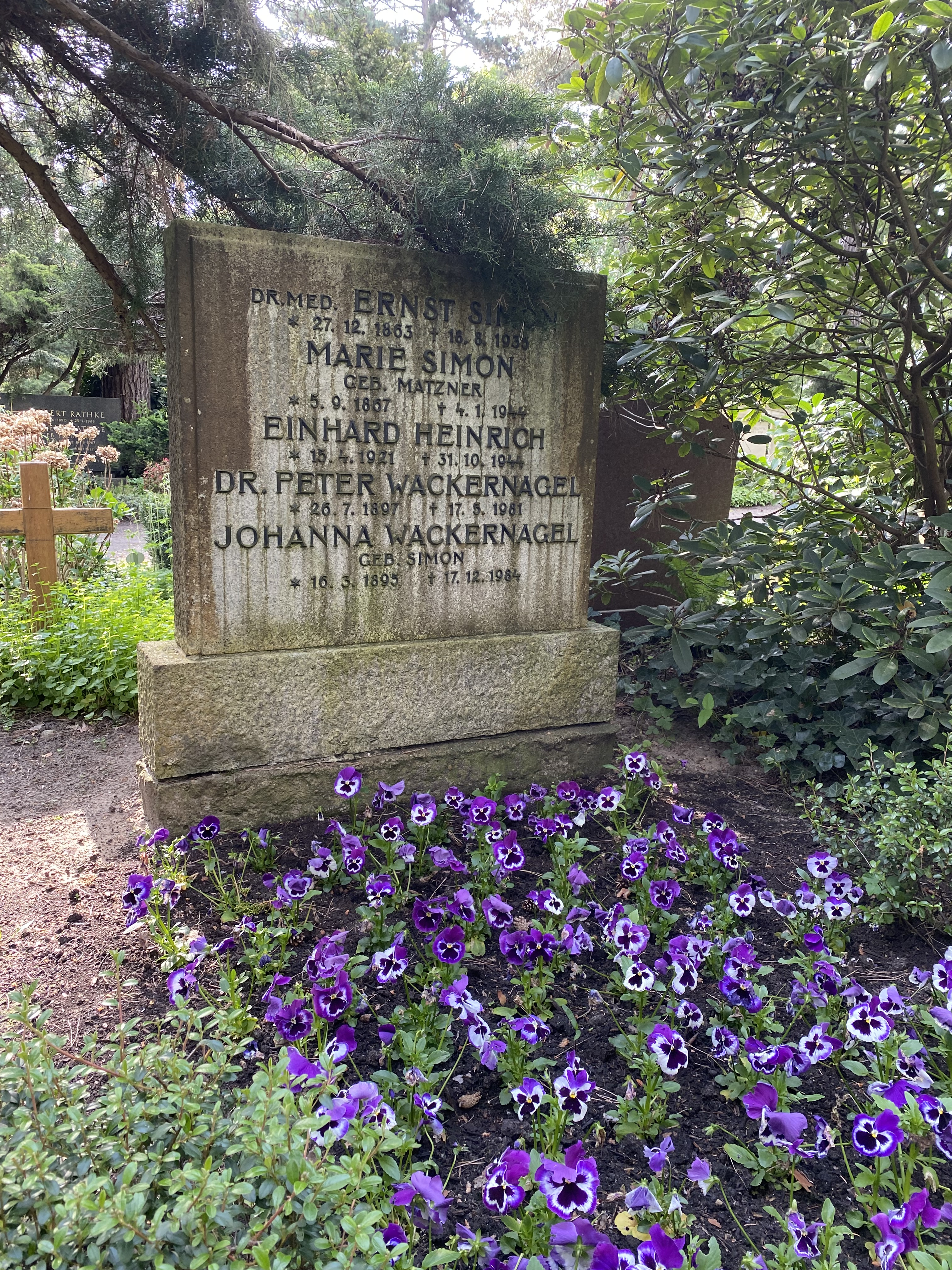
Grabstätte auf dem Waldfriedhof Dahlem

Wackernagel wurde als Sohn des Breslauer Pfarrers Paul Wackernagel und seiner Ehefrau Helene geboren. In Breslau besuchte er die Schule und studierte Geschichte, Germanistik und Philosophie und promovierte 1921 zum Dr. phil. mit dem Thema: „Kritische Studien zur Vita Arnoldi archiepiscopi Moguntini“. Er legte die Prüfung zum Lehramt für höhere Schulen ab. Als Volontär war er an der Universitätsbibliothek Breslau beschäftigt und bildete sich musikwissenschaftlich autodidaktisch und mittels Besuch entsprechender Seminare weiter. U. a. war er auch Schüler von Max Schneider. Sein Klavierspiel wurde durch Privatunterricht vervollkommnet. Entsprechend seinen Fähigkeiten und Empfehlungen durch seinen Bibliotheksdirektor folgte er im Jahr 1924 einem Angebot von Wilhelm Altmann, nach Berlin umzuziehen, um eine Aufgabe an der Musikabteilung der Staatsbibliothek zu übernehmen. Verantwortlich wurde er für den Bereich Handschriften. Des Weiteren wurde er Musikreferent bei der Deutschen Tageszeitung. Für diverse Musikanalysen für die Konzerte der Berliner Philharmoniker, für Faksimile- und Musik-Editionen, Buchveröffentlichungen und Aufsätze trägt er die Urheberschaft. Im Mai 1926 heiratete er Johanna Heinrich geborene Simon, die einen fünfjährigen Sohn mit in die Ehe brachte. Eine eigene Tochter Barbara wurde im Dezember 1927 geboren.
Ab 1. April 1928 war er Bibliotheksrat und nach dem Tod von Georg Schünemann am 2. Januar 1945 wurde ihm die Leitung der Musikabteilung übertragen. Er galt als bester Musik-Handschriftenkenner seiner Zeit und wurde im In- und Ausland dafür sehr geschätzt. Die leidliche Geschichte des Hochstaplers und Bücherdiebs Krüger-Riebow und dessen ausgeübter Druck auf das Ehepaar Wackernagel führte dazu, dass Wackernagel die Konsequenzen zog und am 31. August 1950 die Leitung der Musikabteilung aufgab. Er wurde freier Mitarbeiter im amerikanischen Sektor (RIAS) und erwarb sich dort besondere Verdienste durch die Senderreihe Musiker und Poeten.
Nach längerem Leiden starb er am 17. Mai 1981 fast unbemerkt.
Peter Wackernagel wurde auf dem Waldfriedhof Dahlem (Abt. 16 B 10) beigesetzt.

## Werke (Auswahl)

### Buchveröffentlichungen
- Johann Sebastian Bach, Brandenburgische Konzerte: Einführungen, (1938), - 31 S,
- Berliner Rundfunk / Magistrat von Gross-Berlin, Abt. für Volksbildung: 16. März – 13. April 1947, Berliner Bahms-Fest anlässl. d. 50. Todestages von Johannes Brahms am 3. April 1947: 12 Sinfonie- u. Kammerkonzerte [Einführung von P.W], Berlin, (1947),
- 70 Jahre Berliner Philharmonisches Orchester. [Vorw. von] Joachim Iiburtius. - Berlin, - o. Pag.
- Wilhelm Furtwängler: Die Programme d. Konzerte mit d. Berliner Philharmonischen Orchester 1922-1954. Zsgest. von P.W. - Wiesbaden, (1958). - 48 S.
- Die Ära Nikisch. Vortrag. - Berlin, (1968), - 15 S. (Jahresausgabe der Gesellschaft der Freunde der Berliner Philharmonie 1968),
- Die Ära Furtwangler: Vortrag gehalten aus dem Anlass d. 85. Geburtstages d. Dirigenten, Berlin, (1971), - 18 S. (Jahresgabe der Gesellschaft der Berliner Philharmonie 1971)

### Aufsätze in Zeitschriften und Sammelwerken
- 25 Jahre Deutsche Musiksammlung, in: Deutsche Tageszeitung, 30. März 1931
- Textkritisches zu Guido von Arezzo, in: Kritische Beiträge zur Geschichte des Mittelalters. Festschrift für Robert Holtzmann zum 60. Geburtstag. - Berlin (1933), S. 54–63, 1 Taf.
- Die Musikhandschriften der Staatsbibliothek, in: Atlantis Jg. 6 (1934), S. 657–664 mit 11 Faksimiles von Autographen Bachs, Haydns, Mozarts, Beethovens, Schuberts und Schumanns,
- Tönende Schriften. Schätze der Musikabteilung an der Preußischen Staatsbibliothek, in: Deutsche Allgemeine Zeitung, 4. August 1941,
- Johannes Wolf zum Gedächtnis. Ansprache vor d. Arbeitskollegen d. Öff. Wiss. Bibl. am 3. Juli 1947, in: ZfB 61 (1947), S. 205–207.
- Handschriften Chopins, in: Chopin-Almanach: 100. Wiederkehr des Todesjahres von Fryderyk Chopin. Hrsg. vom Chopin-Komitee in Deutschland. - Potsdam, (1949), S. 125–133.
- Eine kostbare Handschriftensammlung (Besprechung des Kataloges über die Musikautographen-Sammlung Louis Koch), in: Musica 8 (1954), S. 308–209.
- Beobachtungen am Autograph von Bachs Brandenburgischen Konzerten, in: Festschrift Max Schneider zum 80. Geburtstag: In Verb. mit ... hrsg. von Walter Vetter, Leipzig (1955), S. 129–145.
- Wilhelm Furtwängler und das Berliner Orchester, in: Wilhelm Furtwängler im Urteil seiner Zeit, Zürich (1955), S. 179–194.
- Aus glücklichen Zeiten der Preußischen Staatsbibliothek. Erinnerungen an Kollegen und Freunde von einst, in: Festschrift für Friedrich Smend zum 70. Geburtstag, dargebracht von Freunden und Schülern.- Berlin (1963), S. 61–65
- Rückschau auf denkwürdige Aufführungen aus vergangener Zeit, in: Singakademie zu Berlin: Festschrift zum 175jährigen Bestehen. Hrsg. von werner Bollert. - Berlin (1966), S. 29–31.
- Wilhelm Furtwängler, Wesen und Wirken, in Philharmonische Blätter (1974/75) H. 2, S. 4–7.

### Faksimile-Editionen
- Bach, Johann Sebastian: Fantasia super Komm heiliger Geist. F. Orgel (BWV 651). Faksimileausg. mit erl. Worten von P. W. Hrsg. zum 100jährigen Bestehen der Ed. Merseburger, Leipzig, 21. September 1949, 8 Bl.; u. zum Bach-Jahr 1950. - Berlin (1950)
- Bach, Johann Sebastian: Brandenburgische Konzerte (f. Orch.) (BWV 1046-51). Faks. nach dem ... Autograph (nebst Textbeil. von P. W.) Part.-Leipzig: Peters (1950), 85 Bl., 8 S.

### Musik-Editionen
- Bach, Johann Sebastian: Neues Bach-Buch. 15 leichte Klavierstücke ausgewählt u. eingeleitet von P. W., London, Bonn: Boosey & Hawkes (1952), 31 S.
- Mozart, W. A.: Ein musikalischer Spaß. <Dorfmusikanten-Sextett>(KV 522), Neu rev. Ausg. von P. W., Berlin-Lichterfelde: Lienau (1952), 40 S.- + 6 St.
- Weber, Carl Maria v. : Trio für Fl., Violc. u. Klav. (JV 259) op. 63. Nach d. Originalausg. rev. von P.W. Part. u. St., Berlin-Lichterfelde: Lienau (1953), 21 S. + 3 St. (Ausgewählte Kammermusik)

Quelle: